# 誠信女大入口駅
誠信女大入口駅（ソンシンヨデイックえき）は、大韓民国ソウル特別市城北区東小門洞5街にあるソウル交通公社と牛耳新設軽電鉄の駅。敦岩という副駅名がある。

## 利用可能な路線
ソウル交通公社
 4号線 - 駅番号は「418」　　
牛耳新設軽電鉄
● 牛耳新設線 - 駅番号は「S120」

## 駅構造

### ソウル交通公社
相対式ホーム2面2線を有する地下駅で、フルスクリーンタイプのホームドアが設置されている。
改札口は吉音寄りと漢城大入口寄りの2ヶ所ある。化粧室は漢城大入口寄りの改札内に1ヶ所ある。
出入口は1番から7番までの合計7ヶ所あるが、2番出入口はソウル軽電鉄牛耳新設線の工事のため閉鎖された。

### 牛耳新設軽電鉄
ホーム2面2線の地下駅。

### のりば
- のりばの番号は存在しない。

| 上り | 4号線       | 水踰・倉洞・蘆原・仏岩山方面     |
| 下り | 4号線       | ソウル駅・舎堂・衿井・烏耳島方面 |
| 上り | ●牛耳新設線 | 北漢山牛耳方面                   |
| 下り | ●牛耳新設線 | 普門・新設洞方面                 |

## 利用状況
近年の一日平均利用人員推移は下記のとおり。
| 路線  | 路線     | 2000年 | 2001年 | 2002年 | 2003年 | 2004年 | 2005年 | 2006年 | 2007年 | 2008年 | 2009年 | 出典  |
| ----- | -------- | ------ | ------ | ------ | ------ | ------ | ------ | ------ | ------ | ------ | ------ | ----- |
| 4号線 | 乗車人員 | 27,558 | 26,358 | 25,765 | 25,223 | 25,412 | 25,726 | 25,522 | 25,028 | 24,817 | 26,420 | [ 1 ] |
| 4号線 | 降車人員 | 26,423 | 24,592 | 23,693 | 23,049 | 23,221 | 23,085 | 22,880 | 22,422 | 22,175 | 23,877 | [ 1 ] |
| 4号線 | 乗降人員 | 53,981 | 50,950 | 49,458 | 48,271 | 48,632 | 48,811 | 48,402 | 47,450 | 46,992 | 50,298 | [ 1 ] |
| 路線  | 路線     | 2010年 | 2011年 | 2012年 | 2013年 | 2014年 | 2015年 |        |        |        |        | [ 1 ] |
| 4号線 | 乗車人員 | 27,967 | 28,324 | 28,103 | 27,966 | 27,542 | 27,280 |        |        |        |        | [ 1 ] |
| 4号線 | 降車人員 | 25,131 | 25,159 | 25,404 | 25,476 | 25,172 | 24,981 |        |        |        |        | [ 1 ] |
| 4号線 | 乗降人員 | 53,098 | 53,483 | 53,507 | 53,442 | 52,713 | 52,261 |        |        |        |        | [ 1 ] |

## 駅周辺
- 誠信女子中学校
- 誠信女子高等学校
- 誠信女子大学校
- 東仙洞住民センター
- CGV 誠信女大
- 敦岩郵便局
- 東仙派出所
- ソウル城北警察署
- 城北区庁
- 敦岩市場
- 城北消防署敦岩安全センター
- 敦岩初等学校
- 松山アパート
- 敦岩派出所
- 友村初等学校
- ソウル貞徳初等学校
- 企業銀行
- 興天寺
- 高明中学校
- 高明情報産業高等学校
- 梅園初等学校
- 城北視覚障害者福祉会館

## 歴史
- 1985年4月20日 - ソウル交通公社4号線の駅が開業。
- 2017年9月2日 - ソウル軽電鉄牛耳新設線の駅が開業。

## 隣の駅
ソウル交通公社
 4号線
吉音駅 (417) - 誠信女大入口駅 (418) - 漢城大入口駅 (419)
牛耳新設軽電鉄
● ソウル軽電鉄牛耳新設線
貞陵駅 - 誠信女大入口駅  -  普門駅